# Ulrich Woelk
Ulrich Woelk (1960 - ) est un écrivain allemand.

## Biographie
Il a grandi à Cologne où son père était pharmacien. 
Après son baccalauréat en 1979, il étudie la physique à Tübingen jusqu'en 1987, où il complète une thèse sur la théorie du chaos.
En 1990, il reçoit le prix Aspekte pour son premier roman Freigang.
En 1991, il obtient son doctorat à l'université technique de Berlin. Il a travaillé à l'institut pour l'astronomie et la physique de cette université jusqu'en 1994.

## Publication en français
- 1994 : Match retour (Rückspiel, 1993). Arles, Actes Sud, 1994. 304 pages. (Lettres allemandes).